# Majo no Tabitabi
Majo no Tabitabi (魔女の旅々?), también conocida como Wandering Witch: The Journey of Elaina, es una serie de novelas ligeras japonesas escritas por Jougi Shiraishi e ilustradas por Azure. SB Creative ha lanzado veinticuatro volúmenes desde el 14 de abril de 2016 bajo su sello GA Novel. Una adaptación al manga con arte de Itsuki Nanao ha sido serializada en la revista en línea Manga UP! de Square Enix desde 2018 a 2024, siendo recopilada en seis volúmenes tankōbon hasta la fecha. Una adaptación al anime producida por C2C ha sido anunciada en octubre de 2019, su estreno era en emisión desde el 1 de octubre de 2020 a 18 de diciembre de 2020.

## Sinopsis
Fascinada por las historias de Nike, una bruja que viajó por el mundo, Elaina aspira a tomar el mismo rumbo. Su determinación de estudiar sobre magia la lleva a convertirse en la aprendiz de bruja más joven en aprobar el examen de hechicería en su país, Robetta. Sin embargo, cuando Elaina intenta recibir entrenamiento para convertirse en una bruja de pleno derecho, es rechazada debido a sus extraordinarios talentos hasta que encuentra a Fran, la "Bruja de Polvo de Estrellas", quien la acepta. Después de ganar su título, la "Bruja Ceniza", Elaina comienza su travesía alrededor del mundo, visitando y enfrentándose a todo tipo de personas y lugares.

## Personajes
Elaina (イレイナ Ireina?)
 Seiyū: Kaede Hondo, Denisse Leguizamo (español latino)
Es la protagonista principal de la serie. Ella es una bruja, su nombre es "Bruja Ceniza" debido a su cabello color ceniza.
Fran (フラン Furan?)
 Seiyū: Kana Hanazawa, Mariana Trenado (español latino)
Es la "Bruja Polvo de Estrellas", admite a Elaina para convertirla en su aprendiz, y tras entrenarla, la reconoce como una bruja de manera oficial, dándole por nombre "Bruja Ceniza".
Saya (サヤ?)
 Seiyū: Tomoyo Kurosawa, María José Moreno (español latino)
Es la amiga de Elaina, su primer encuentro se da en la "Tierra de los Magos". Se convierte en bruja, llamada "Bruja Carbón". Sin embargo, Elaina finalmente la descubrió y le enseñó a tener más confianza en sí misma. Más tarde se convierte en una bruja de pleno derecho, tomando el título de "Bruja del carbón" para igualar a Elaina, y comienza a trabajar con Sheila en la United Magic Association. Saya está enamorada de Elaina, por lo que a menudo tiene problemas para separarse de ella cuando se encuentran.
Sheila (シーラ Shīra?)
 Seiyū: Yōko Hikasa, Gabriela Pérez (español latino)
Es la "Bruja de la Noche", es miembro de la United Magic Association, que investiga el mal uso de la magia, así como la mentora de Saya y Mina. Ella, junto con Fran, fue una ex aprendiz de Niké. Si bien Sheila puede parecer grosera, se toma su trabajo muy en serio.
Mina (ミナ?)
Seiyū: Minami Takahashi, Karen Hernández (español latino)
Es la hermana menor de Saya. Si bien parece severa y distante, en realidad tiene un complejo de hermana. Se separó de Saya cuando comenzó a trabajar con Sheila en la United Magic Association después de convertirse en una bruja de pleno derecho cuando Saya todavía era una aprendiz. Está celosa de la cercanía de Elaina con Saya.

## Contenido de la obra

### Anime
Se anunció una adaptación de la serie de televisión de anime durante una transmisión en vivo para el evento "GA Fes 2019" el 19 de octubre de 2019. La serie fue animada por C2C y dirigida por Toshiyuki Kubooka, con Kazuyuki Fudeyasu a cargo de la composición de la serie y Takeshi Oda adaptando los diseños de personajes de Azure. AstroNoteS compuso la banda sonora del anime, que luego se lanzó en un álbum el 27 de enero de 2021. La serie se emitió con 12 episodios desde el 2 de octubre hasta el 18 de diciembre de 2020 en AT-X y otros canales. El tema usado como opening es "Literature" (Literatura) interpretado por Reina Ueda, mientras que el tema usado como ending es "Haiiro no Saga" (灰色のサーガ, "Saga Gris") interpretado por ChouCho.
Funimation adquirió la serie y la transmitió en su sitio web en América del Norte y las islas británicas. Tras la adquisición de Crunchyroll por parte de Sony, la serie se trasladó a Crunchyroll obteniendo la licencia de la serie fuera de Asia. AnimeLab transmitió simultáneamente la serie en Australia y Nueva Zelanda. Wakanim transmitió la serie en territorios europeos seleccionados. Muse Communication obtuvo la licencia de la serie en el sudeste asiático y el sur de Asia y la transmitieron en su canal de YouTube Muse Asia.
El 1 de diciembre de 2021, Funimation anunció que la serie recibió un doblaje en español latino, que se estrenó el 30 de diciembre. Tras la adquisición de Crunchyroll por parte de Sony, el doblaje se trasladó a Crunchyroll.